# 칼 (계구)

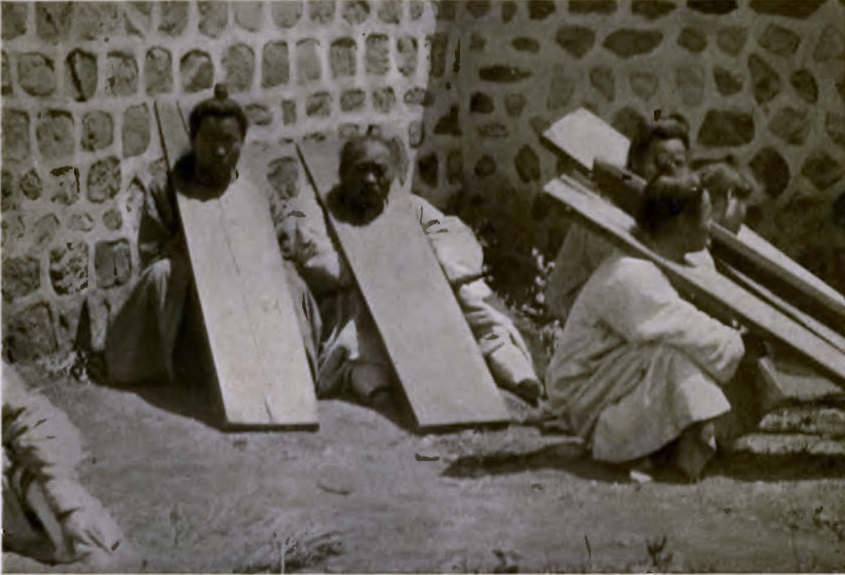
조선시대 칼

칼(Cangue)은 동아시아에서 죄인에게 씌우던 형틀로, 두껍고 긴 널빤지의 한끝에 구멍을 뚫어 죄인의 목을 끼우고 비녀장을 지른다.
또한 때때로 고문을 위해 또는 고문 중에 사용되었다. 이 도구는 사람의 움직임을 제한하기 때문에 칼을 착용한 사람들이 스스로 먹을 수 없어 굶어 죽는 것이 일반적이었다.
때때로 칼은 수갑 및 다리 사슬과 함께 죄수를 구속하는 일반적인 수단으로 사용되었다. 이것은 특히 중형 선고를 받았거나 사회적 지위가 낮은 사람들에게 해당되었다.

## 같이 보기
- 차꼬
- 족계